# Oxidates
Oxidates (en llatí Oxydātēs, en persa antic Waxsu-data) fou un noble persa que per raons desconegudes fou empresonat per ordre del rei Darios III de Pèrsia a Susa. Alexandre el Gran el va trobar allí esperant la seva execució.
Alexandre va pensar que li seria especialment fidel i el va alliberar i el va nomenar sàtrapa de Mèdia. Més tard se sap que fou substituït per Àrsaces (Arrià, iii. 20. § 4; Curci, vi. 2. § 11, viii. 3. § 17.)